# Interporto di Trieste Fernetti
L'interporto di Trieste Fernetti è un complesso intermodale situato nel comune sparso di Monrupino, nell'area posta in prossimità del confine italo sloveno di Fernetti costituendo anche un'area retroportuale di supporto ai terminal marittimi dei porti di Trieste e di Monfalcone ai quale è collegato da una infrastruttura stradale e da una linea ferroviaria. La sua inaugurazione risale al 1978.
Posizionato lungo la direttrice Baltico-Adriatico-Mediterraneo e lungo la direttrice del corridoio multimodale che congiunge Barcellona a Kiev, svolge il ruolo di piattaforma logistica per i traffici terrestri tra l'Europa Occidentale e l'Europa orientale e di hub strategico di connessione per i traffici merci tra i mercati dell'Europa centro-orientale ed il bacino del Mediterraneo.

## Storia
Il progetto dell'interporto di Trieste Fernetti nacque nel 1972, con la costituzione del "Consorzio per la costruzione e gestione dell'Autoporto di Fernetti".
Nel 1978 è entrata in funzione la prima area autoportuale e nel 1982, ultimata la struttura, è stata costituita la Società per azioni "Gestione Autoporto di Fernetti".
Nel 1997 la "Gestione Autoporto di Fernetti S.p.A." è stata trasformata nella Società per Azioni "Terminal Intermodale di Trieste-Fernetti".
Nel 2015 la denominazione è Interporto di Trieste S.p.A.

## Società
Nel 2024 i principali soci sono la Regione autonoma Friuli-Venezia Giulia che attraverso la finanziaria Friulia detiene il 35,59%, il comune di Trieste con il 11,38% e la Camera di Commercio di Trieste con il 14,76%; altri soci sono il comune di Monrupino, nella cui area comunale sorge l'interporto con il 3,27%, la Duisburger Hafen AG con il 15.00% e l'autorità del Sistema portuale del Mar Adriatico Orientale con il 20,00% del Capitale finanziario.

## Struttura
La struttura nel 2018 occupa un'area complessiva di 350.000 metri quadrati suddivisa in 160.000 metri quadrati di aree infrastrutturali (di cui 30.000 metri quadrati di magazzini coperti, nazionali ed esteri, per deposito merci in regime di ADR e HACCP), 50.000 metri quadrati di piazzali e 80.000 metri quadrati di parcheggi per mezzi pesanti. La struttura offre anche 5.000 metri quadrati di aree direzionali, dove sono ospitate più di 30 case di spedizione, gli uffici dell’Agenzia delle Dogane e aree destinate ai servizi di supporto agli operatori.
Per i servizi ferroviari sono a disposizione 6 binari, suddivisi in 2 fasci operativi, che lo collegano alla stazione di Villa Opicina, attraverso cui è collegato verso il porto di Trieste e verso la stazione di Sežana collegandosi così alla Slovenia e verso le aree balcaniche e dell'est europeo.
Il breve tratto ferroviario fra la vecchia Opicina Campagna, ora divenuta scalo merci dell'impianto di Villa Opicina, e l'autoporto di Trieste Fernetti, faceva parte del vecchio tracciato della Ferrovia Meridionale.
L'interporto è connesso con il Raccordo autostradale RA 14, che collegandosi all'Autostrada slovena A3, la principale via di comunicazione tra l'Italia e la Slovenia e, quindi l'area balcanica e l'Europa Orientale, e collegandosi all'Autostrada Serenissima comunica con il sistema autostradale italiano, collegata a sua volta, attraverso il Raccordo autostradale RA 13 e la superstrada SS 202, al porto di Trieste.

## Progetto Fer-Net
Fer-Net è un progetto finanziato dalla Regione Autonoma Friuli-Venezia Giulia che si inserisce all'interno delle recenti tendenze nel trasporto delle merci che vedono negli interporti un prolungamento dei porti, rivoluzionando il concetto di porto che, allungandosi verso gli interporti ad esso collegati, finisce per inglobarli.
L'interporto così opera come un terminal portuale, sviluppando fra l'interporto e il Porto di Trieste un corridoio monitorato come fosse un prolungamento della banchina portuale fino all'area di Fernetti, rendendo capace l’Interporto di Trieste-Fernetti di agire in piena continuità con il Porto di Trieste, incrementando le capacità operative dell’intero sistema logistico regionale.
La connessione tra interporto e porto prevede una forma di trasporto combinato che coinvolge il trasporto di complessi veicolari su treni merci denominato autostrada ferroviaria, che a differenza del trasporto intermodale, in cui vengono trasportati solo i container o eventualmente i semirimorchi, prevede il trasporto dell'intero complesso veicolare cioè con trattore stradale incluso. Il collegamento tra l'interporto di Fernetti e il porto di Trieste a partire dal 16 novembre 2015 opera attraverso la linea di cintura e il bivio d'Aurisina adattata ad autostrada ferroviaria su una tratta breve, ed in alternativa potrà sfruttare il tratto della linea tra Trieste Campo Marzio e Villa Opicina della ferrovia Jesenice-Trieste facente parte del complesso della ferrovia Transalpina, tratto riaperto nel 2020 alla fine dei lavori necessari per ripristinarne l'esercizio, interrotto nel 2014 dopo alcuni cedimenti in galleria. Il servizio ha una frequenza giornaliera e viene impiegato per trasportare i semirimorchi movimentati in/out dalle navi Ro-Ro che ormeggiano a Trieste. Nel marzo 2017 l'Autorità portuale di Trieste ha acquisito 15 trattori stradali trasformati in macchine operatrici per le operazioni di carico/scarico di semirimorchi ed altre unità di carico carrellate, in funzione dello shuttle ferroviario Ro-La che collega il Punto franco nuovo dello scalo giuliano all'interporto di Trieste Fernetti. La Ro-La (acronimo del termine tedesco Rollende Landstrasse)  o "autostrada viaggiante" ha il grande vantaggio di permettere la combinazione del traffico stradale con quello ferroviario, attraverso l'utilizzo di un treno, sul quale vengono trasportati camion completi. L'utilizzo di tale servizio su una tratta di breve distanza, rappresenta una soluzione altamente innovativa nel ramo dei trasporti intermodali e combinati, con notevoli vantaggi non solo logistici, ma anche ambientali, in quanto la riduzione dei flussi di veicoli pesanti sulla viabilità urbana, ha innegabili benefici in termini di riduzione delle emissioni e di miglioramento della sicurezza stradale. L'acquisizione delle 15 nuove motrici a supporto del servizio ferroviario che fa da navetta tra il porto di Trieste e Fernetti è un altro importante tassello per la piena integrazione del porto di Trieste con il suo interporto principale.
La denominazione Interporto di Trieste S.p.A. identifica la sostanziale evoluzione dell'area, sempre più connessa con le attività del porto di Trieste.